# 제도고속도교통영단
제도고속도교통영단(일본어: 帝都高速度交通営団 데이토코소쿠도코쓰에이단[*])은 1941년부터 2004년 3월 30일까지 도쿄 23구 내의 지하철의 운영을 주 업무로 하였던 특수 법인(철도사업자)이다. 현재의 도쿄 지하철 주식회사(도쿄 메트로)의 전신이다.

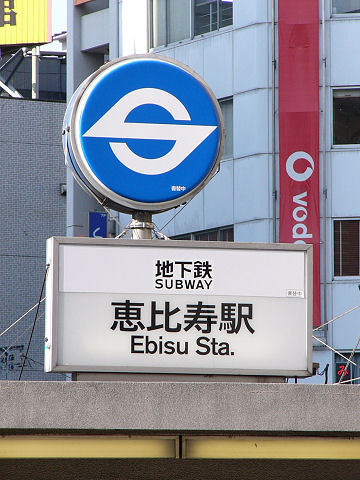
역 입구에 걸렸던 영단의 "S"모양의 마크

## 개요
제2차 세계 대전 등의 전쟁을 수행하기 위하여, 구 일본제국에서 통제관리 목적으로 만든 특수 법인인 '영단'(営団) 가운데 하나로 만들어졌으며, 교통영단(交通営団 고쓰에이단[*])이나 영단으로 줄여 불리기도 하였다. 해산하기 전까지는 ‘영단’이라고 하면 제도고속도교통영단을 가리키는 경우가 많았으며, 이 법인이 운영하는 지하철 노선을 영단선(営団線 에이단센[*])이라고 일컬었다. 영어 표기는 Teito Rapid Transit Authority로, TRTA라는 약칭도 있었다.
제도고속도교통영단법에 기초하여 도쿄도 23구 및 그 부근의 “지하도시고속도교통사업”을 목적으로 1941년 7월 4일에 설립되었으며, 같은 해 9월 1일에 제2차 세계 대전 중의 운수통제를 위하여 육상교통사업정비법에 의해 현재의 긴자 선을 운영하던 도쿄 지하철도와 도쿄 고속철도를 통합하여 노선을 양도받았다.
이후 철도사업자로서 이른바 영단지하철을 운영해 왔으나, 2004년 4월 1일에 도쿄 지하철 주식회사법에 의해 해체되어, 모든 권리와 의무를 재무대신과 도쿄도가 출자한 주식회사형 공기업인 도쿄 지하철 주식회사가 승계하였다.

## 4S
영단의 마크는 S를 도안으로 만든 것으로, 지하철을 의미하는 Subway의 S 이외에, 다음의 네 가지 S로 시작하는 말들(4S)을 의미했다.
- Speed 스피드
- Safety 안전
- Security 정확
- Service 서비스

영단 발족부터 1960년까지는, 동그라미에 터널의 단면과 레일을 배치한 마크를 이용하였으나, 영단의 첫 개통 노선인 마루노우치 선의 심볼마크로 1953년에 처음으로 등장하여, 1960년에 정식으로 영단의 마크가 되었다.
도쿄 메트로로의 이행 시에, 이 「4S」 마크를 유지해 주었으면 한다고 하는 의견이 다수 있었지만, 결국 메트로(METRO)의 M을 추상·도안화한 「하트M」의 심볼 마크를 채용했다. 다만, 이 마크의 상표권은 현재도 도쿄 메트로가 보유하고 있다.

## 영단이 운영하였던 노선
(노선의 첫 구간이 영업을 개시한 순서)
- ○ 긴자 선(銀座線) 아사쿠사 - 시부야 구간
- ○ 마루노우치 선(丸ノ内線) 이케부쿠로 - 오기쿠보 및 나카노 사카우에 - 호난초 구간
- ○ 히비야 선(日比谷線) 기타센주 - 나카메구로 구간
- ○ 도자이 선(東西線) 나카노 - 니시후나바시 구간
- ○ 지요다 선(千代田線) 아야세 - 요요기 우에하라 및 아야세 - 기타아야세 구간
- ○ 유라쿠초 선(有楽町線) 와코 시 - 신키바 구간 (신선 포함)
- ○ 한조몬 선(半蔵門線) 시부야 - 오시아게 구간
- ○ 난보쿠 선(南北線) 메구로 - 아카바네 이와부치 구간

## 같이 보기
- 도쿄 지하철 주식회사
- 일본국유철도